# Сантьяго (торт)
Торт «Сантьяго» (ісп. Tarta de Santiago) — іспанський мигдалевий торт, що вперше з'явився в Середні віки в Галісії.

## Історія
Мигдалевий торт «Сантьяго» придумали в Сантьяго-де-Компостела, столиці іспанського регіону Галісія. Його назвали на честь апостола Сантьяго (Святого Якова), святого покровителя Іспанії. Нині торт набув широкого поширення і його можна зустріти в будь-якій частині країни. Вважається, що десерт з'явився в середньовіччя, і в той час був дуже дорогим через високу ціну мигдалю.
Першу згадку про рецепт цього десерту було знайдено в записах Луїса Бартоломео де Лібера в 1838 під назвою «мигдалевий пиріг». Хрест-клинок Сантьяго, символ реконкісти, вперше з'явився на торті у кондитерській «Casa Mora». Той самий хрест-клинок є також символом і іспанського лицарського ордена Сантьяго.
Найбільшої популярності цей торт набув у XX столітті, коли його стали вважати типовим іспанським десертом. З 2006 року він узятий під охорону національним торговельним знаком, і тепер назву «Сантьяго» може носити лише той торт, який був вироблений на території Іспанії.

## Складові
Серед інгредієнтів, що використовуються для приготування торта: мигдаль, яйця, вершкове масло, борошно пшеничне, цукор, кориця, херес, цукрова пудра.